# Thisio
Thisio oder auch Thiseio (griechisch Θησείο) ist ein Stadtviertel der griechischen Hauptstadt Athen. Der Name bezieht sich auf den Hephaistostempel, der irrtümlich als ‘‘Thiseion’’ bezeichnet wurde, in Anlehnung an Theseus, den mythischen König von Athen. Das Viertel ist bekannt für seine vielen Fußgängerzonen und den Blick auf die Akropolis.

## Lage

Lage von Thisio im Athener Zentrum

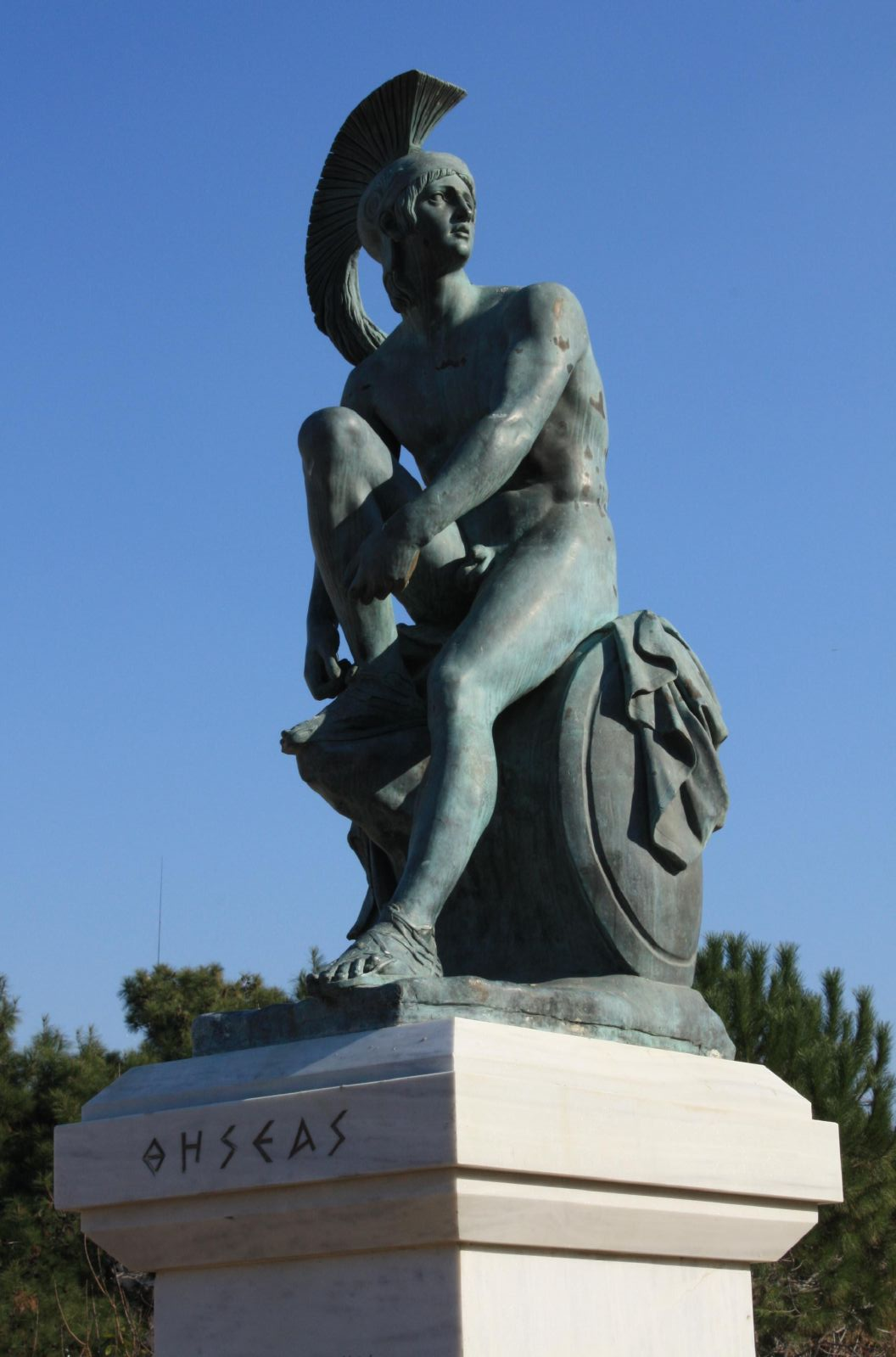
Statue des Theseus am Eingang der Metro-Station Thisio

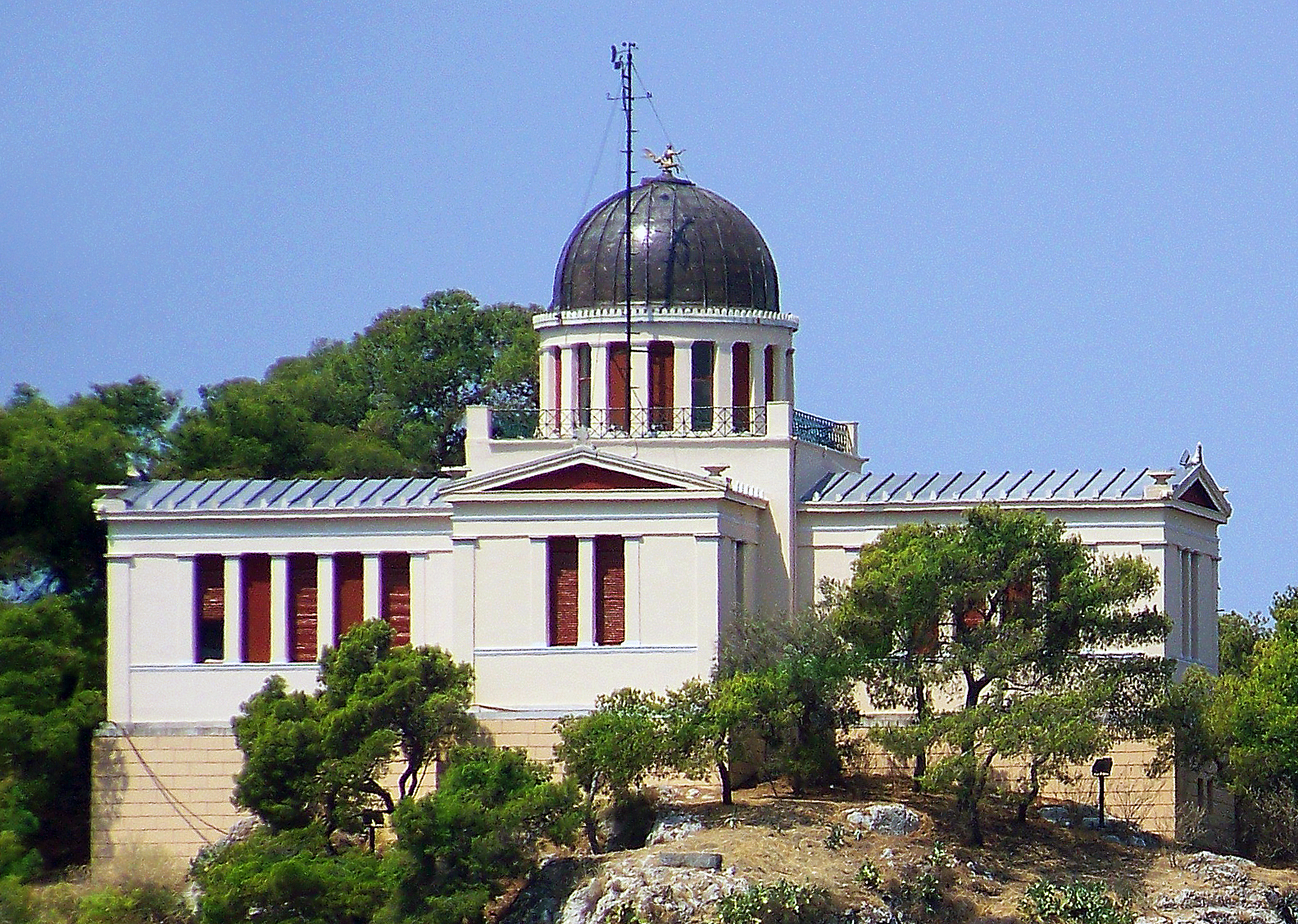
Nationales Observatorium Athen

Thisio liegt im Zentrum Athens und ist von Hügeln, Anhöhen und historischen Stätten wie z. B. der der Agora, des Kerameikos und der Pnyx umgeben. Unmittelbar nordöstlich der Akropolis gelegen, sind es zum zentralen Syntagma-Platz nur ca. 1,5 km. Zu den angrenzenden Stadtvierteln gehören Petralona, Gazi, Psyrri und Kerameikos.

## Verkehr
Thisio ist an das Streckensystem der Athener Metro angeschlossen. Der gleichnamige Haltepunkt liegt im Nordosten den Stadtbezirks am Rande der Agora.
Thisio ist über ein Netz von Fußgängerzonen mit den anderen Vierteln der Altstadt von Athen verbunden, die an den wichtigsten archäologischen Stätten vorbeiführen. Die Fußgängerzone Apostolou Pavlou trifft auf die Dionysiou-Areopagitou-Straße und bildet die Hauptpromenade um die archäologische Stätte der Agora von Thiseio bis zur Akropolis.

## Stadtbild
Aufwendig restaurierte neoklassizistische Häuser, enge Gassen, zahlreiche architektonische Denkmäler und archäologische Stätten machen Thiseio zu einem der kulturell bedeutendsten, malerischsten und ruhigsten Stadtviertel Athens sowie zu einem der schönsten Aussichtspunkte auf die Akropolis. Das Viertel verfügt über zahlreiche kleine Boutiquen, Restaurants und Cafés.
Das Nationale Observatorium Athen betreibt in Thiseio die älteste meteorologische Station Griechenlands und eine der ältesten in Südeuropa. Es wurde 1842 gegründet, finanziert zu großen Teilen durch Simon von Sina, astronomische Beobachtungen begannen 1847. Der Hauptsitz befindet sich auf dem Nymphenhügel gegenüber der Akropolis.
Zu den historischen Kirchen in Thiseio gehören die Kirche der Agia Marina, die Kirche Agii Assomati aus dem 11. Jahrhundert sowie die Kirche Agios Athanasios Kourkouris.